# Christmas in the City (Lea Michele)
Christmas in the City è il terzo album in studio della cantante e attrice Lea Michele pubblicato il 25 ottobre 2019.

## Descrizione
L'album, prodotto da Peer Åström e Adam Anders con cui aveva collaborato nei progetti discografici precedenti, presenta un brano inedito, Christmas in New York, e tre duetti, il primo con Jonathan Groff su I'll Be Home for Christmas, con Darren Criss su White Christmas e con Cynthia Erivo su Angels We Have Heard on High.
Michele ha intitolato l'album Christmas in the City in ricordo della sua infanzia a New York. Ha affermato che era "Il mio sogno di fare un disco di Natale si è realizzato;[...] le canzoni che ho scelto sono tra le mie canzoni natalizie preferite". Michele ha raccontato a Billboard che il brano originale, Natale a New York, "dipinge questo bellissimo quadro di New York, ma è anche il vero significato di stare con la famiglia e gli amici e di essere impegnati in quello spirito natalizio".

## Singoli e promozione
Il brano It's the Most Wonderful Time of the Year è stato pubblicato come singolo principale insieme al preordine dell'album il 19 settembre 2019. La canzone è stata poi inclusa nella colonna sonora di Same Time, Next Christmas (2019), un film televisivo in cui Michele recita.
Il brano Christmas in New York è stato pubblicato come secondo singolo dell'album il 19 novembre 2019.
A partire dal 19 dicembre 2019, Lea Michele si è esibita dal vivo con una serie di spettacoli nella The Concert Hall della New York Society for Ethical Culture.

## Accoglienza
| Recensione  | Giudizio |
| ----------- | -------- |
| AllMusic    |          |
| The Gazette |          |

Stephen Thomas Erlewine di AllMusic accoglie positivamente il progetto discografico, apprezzando l'introduzione di Broadway con le tre collaborazioni, e la performance della Michele, affermando "Michele coglie le canzoni e gli arrangiamenti con gusto, cantando come un'attrice che finalmente ha ottenuto un ruolo importante, e il suo entusiasmo dà vita" in una produzione "retrò ma fresca". Cydney Contreras di E!online descrive Michele come "Una star diffonde l'allegria delle feste con un nuovo album natalizio, che sicuramente porterà il sorriso a tutti".
Michaela Ramm per The Gazette, nonostante affermi che "La voce della Michele è impareggiabile e i suoi brani morbidi, gentili", rimane poco entusiasta dell'intero progetto: "Al di là della canzone inedita, nostalgica e particolarmente sentita dalla cantante, l'album non porta nulla di nuovo in tavola".

## Tracce
1. It's the Most Wonderful Time of the Year – 2:32
2. Have Yourself a Merry Little Christmas – 2:45
3. Christmas in New York – 3:15
4. I'll Be Home for Christmas (feat. Jonathan Groff) – 3:13
5. Do You Want to Build a Snowman? – 3:03
6. Rockin' Around the Christmas Tree – 2:57
7. Silent Night – 3:13
8. White Christmas (feat. Darren Criss) – 3:14
9. Silver Bells – 2:32
10. Angels We Have Heard on High (feat. Cynthia Erivo) – 3:29
11. Oh Holy Night – 5:03

Durata totale: 35:16

## Classifiche
Sebbene l'album non esordisce nella classifica statunitense Billboard 200, debutta alla terza posizione della US Top Holiday Albums. Esordisce inoltre alla posizione 25 dell'Australian Digital Albums Charts.